# Open Water
Open Water är en amerikansk film från 2004.

## Handling
Paret Susan och Daniel åker på dyksemester för att komma bort från vardagens stress. När de dykt klart och kommer upp till ytan upptäcker de dock att båten de åkte ut med av misstag har lämnat dem där mitt ute i det öppna havet, med hajar i deras närhet.

## Om filmen
Filmen är baserad på en verklig händelse med två dykare som lämnades kvar i hajfyllt vatten. Den kostade ungefär 1 miljon kronor att spela in, och regisserades av Chris Kentis.

## Rollista (i urval)
- Blanchard Ryan - Susan
- Daniel Travis - Daniel